# Paratemnoides guianensis
Paratemnoides guianensis är en spindeldjursart som först beskrevs av Lodovico di Caporiacco 1947.  Paratemnoides guianensis ingår i släktet Paratemnoides och familjen Atemnidae. Inga underarter finns listade i Catalogue of Life.